# Клейст, Эвальд Христиан фон

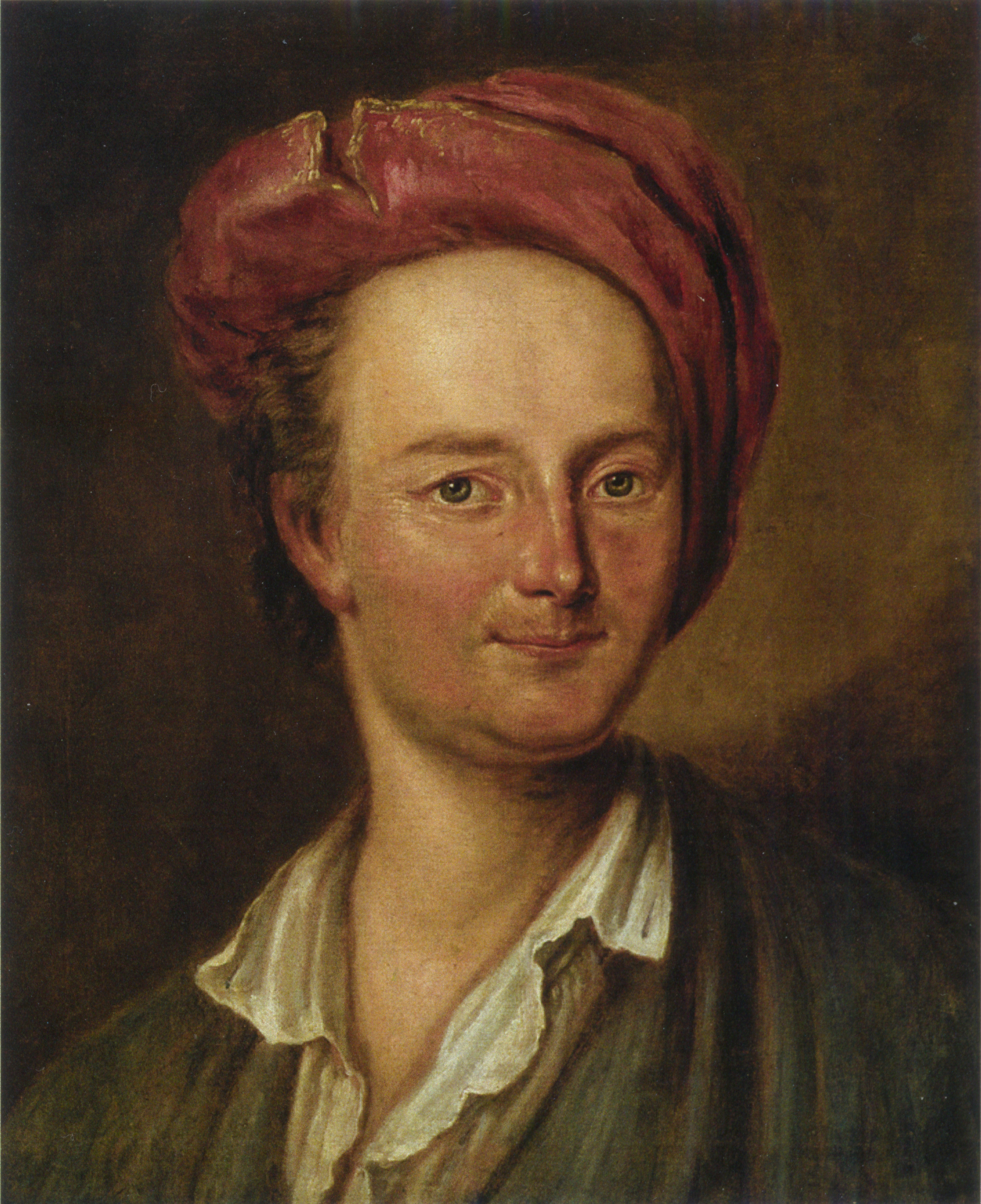
Эвальд Христиан фон Клейст

Эвальд Христиан фон Клейст (нем. Ewald Christian von Kleist; 7 марта 1715, Бублиц, Померания (ныне: Западно-Поморское воеводство, Польша) — 24 августа 1759, Франкфурт-на-Одере) — немецкий поэт и офицер.

## Биография
Родился в Померании. После иезуитской школы и гимназии в Гданьске, поступил в Кенигсбергский университет в 1731 г., где изучал математику и юриспруденцию. Позже присоединился к датской армии, где стал офицером в 1736 г. Участвовал в походах Фридриха II. Владел пятью языками: немецким, французским, датским, польским и латынью.

### Смерть фон Клейста
В битве при Кунерсдорфе 12 августа 1759 года, в которой Эвальд Христиан фон Клейст воевал под командованием генерала Финка, он получил тяжелое ранение; над ним был убит и медик, пытавшийся оказать ему помощь. Налетевшие русские казаки намеревались добить раненого Клейста, однако он заговорил с ними по-польски; они оставили его в живых и уехали - но не ранее, чем украли у него всю одежду и даже парик, раздев догола, и бросили поэта в топь. После этого его нашло несколько русских гусар, которые вытащили его из топи, положили возле костра, укрыли плащом и дали немного хлеба и воды. Однако после отъезда гусар к Клейсту вновь подъехали русские казаки, которые отобрали у поэта все, что дали ему гусары, и оставили его лежать голышом на земле. Наконец, Клейста увидел офицер на русской службе фон Штакельберг, усилиями которого Клейст был доставлен в близлежащий Франкфурт-на-Одере, где его с разрешения русского военного коменданта поместили в доме личного друга поэта Фридриха Николаи, пригласившего лучших врачей для ухода над раненым. Несмотря на начальный оптимистичный прогноз, 24 августа в 2 часа ночи Клейст скончался. На его похоронах на франкфуртском кладбище 26 августа присутствовало собрание горожан, а также русские офицеры, один из которых положил в гроб храброго поэта собственную шпагу. В несколько приукрашенном виде (без упоминания угрозы убийства раненого Клейста и повторного ограбления казаками) эту историю пересказал Н.М.Карамзин в "Письмах русского путешественника".

## Творчество
Известен главным образом поэмой «Весна» («Der Frühling») в гекзаметре, воспевающей природу в ряде простых, истинно поэтических картин. Напечатанная впервые в 1749 году, поэма выдержала множество изданий и была весьма популярна. Клейст писал также оды, элегии, песни, идиллии. Посмертное издание произведений Клейста, «Sämmtliche Werke» (Берлин, 1760), было организовано его другом Карлом Рамлером. Критическое издание появилось в «National Bibliotek» Гемпеля (новая серия, Берлин, 1880—1882).

## Память
- Стихотворение Осипа Мандельштама «К немецкой речи» (1932) предварено эпиграфом из Клейста и намекает на некоторые обстоятельства его жизни (а его вариант — сонет «Христиан Клейст» того же года — напрямую связан с судьбой немецкого поэта: «Поучимся ж серьёзности и чести / У стихотворца Христиана Клейста»). Сведения о Клейсте Мандельштам почерпнул из "Писем русского путешественника" Карамзина.